# Snowboard-Weltcup 2004/05
Der FIS Snowboard-Weltcup 2004/05 begann am 16. September 2004  im chilenischen Valle Nevado und endete am 19. März 2006 im schwedischen Tandådalen. Bei den Männern wurden 36 Wettbewerbe ausgetragen (7 Parallel-Riesenslaloms, 7 Parallel-Slaloms, 8 Snowboardcross, 8 Halfpipe und 6 Big Air). Bei den Frauen waren es 30 Wettbewerbe (7 Parallel-Riesenslaloms, 7 Parallel-Slaloms, 8 Snowboardcross und 8 Halfpipe).
Höhepunkt der Saison waren die Weltmeisterschaften, die vom 15. bis 23. Januar 2005 in Whistler Mountain stattfanden. Es wurden fünf Wettbewerbe bei den Männern und vier bei den Frauen ausgetragen.

## Männer

### Podestplätze
PGS = Parallel-Riesenslalom

PSL = Parallelslalom

SBX = Snowboardcross

HP = Halfpipe

BA = Big Air
| Datum                                                                         | Austragungsort   | Disz. | Sieger             | Zweiter             | Dritter             |
| ----------------------------------------------------------------------------- | ---------------- | ----- | ------------------ | ------------------- | ------------------- |
| 16. September 2004                                                            | Valle Nevado     | SBX   | Drew Neilson       | Xavier Delerue      | Simone Malusà       |
| 17. September 2004                                                            | Valle Nevado     | SBX   | Graham Watanabe    | Mateusz Ligocki     | Mario Fuchs         |
| 18. September 2004                                                            | Valle Nevado     | HP    | Wettkampf abgesagt | Wettkampf abgesagt  | Wettkampf abgesagt  |
| 17. Oktober 2004                                                              | Österreich       | PGS   | Philipp Schoch     | Gilles Jaquet       | Urs Eiselin         |
| 24. Oktober 2004                                                              | Landgraaf        | PSL   | Urs Eiselin        | Nicolas Huet        | Jasey-Jay Anderson  |
| 29. Oktober 2004                                                              | Saas-Fee         | HP    | Steven Fisher      | Jan Michaelis       | Kim Christiansen    |
| 30. Oktober 2004                                                              | Saas-Fee         | SBX   | Michael Layer      | Dieter Krassnig     | Vincent Valery      |
| 4. Dezember 2004                                                              | Kronplatz        | PGS 1 | Philipp Schoch     | Heinz Inniger       | Roland Haldi        |
| 14. Dezember 2004                                                             | Naßfeld-Hermagor | SBX 2 | Jasey-Jay Anderson | Guillaume Nantermod | Marco Huser         |
| 15. Dezember 2004                                                             | Naßfeld-Hermagor | SBX   | Jasey-Jay Anderson | Florent Mather      | Mario Fuchs         |
| 17. Dezember 2004                                                             | Bad Gastein      | PSL   | Philipp Schoch     | Nicolas Huet        | Harald Walder       |
| 18. Dezember 2004                                                             | Klagenfurt       | BA    | Risto Mattila      | Fredrik Austbø      | Juho Manninen       |
| 7. Januar 2005                                                                | St. Petersburg   | PSL   | Siegfried Grabner  | Dejan Košir         | Philipp Schoch      |
| 9. Januar 2005                                                                | Moskau           | BA    | Jukka Erätuli      | Juuso Laivisto      | Florian Mausser     |
| 15. bis 23. Januar 2005 Snowboard-Weltmeisterschaft 2005 in Whistler Mountain |                  |       |                    |                     |                     |
| 29. Januar 2005                                                               | Kreischberg      | BA 3  | Jonas Carlson      | Peetu Piiroinen     | Matevž Petek        |
| 1. Februar 2005                                                               | Maribor          | PGS   | Philipp Schoch     | Urs Eiselin         | Nicolas Huet        |
| 5. Februar 2005                                                               | Winterberg       | BA    | Matevž Petek       | Hubert Fill         | Jukka Erätuli       |
| 6. Februar 2005                                                               | Winterberg       | PSL   | Philipp Schoch     | Simon Schoch        | Andreas Prommegger  |
| 9. Februar 2005                                                               | Bardonecchia     | PGS   | Heinz Inniger      | Simon Schoch        | Philipp Schoch      |
| 10. Februar 2005                                                              | Bardonecchia     | HP 2  | Risto Mattila      | Antti Autti         | Michael Goldschmidt |
| 11. Februar 2005                                                              | Bardonecchia     | HP    | Antti Autti        | Risto Mattila       | Domu Narita         |
| 12. Februar 2005                                                              | Turin            | BA    | Risto Mattila      | Jaakko Ruha         | Jukka Erätuli       |
| 18. Februar 2005                                                              | Sapporo          | PGS   | Siegfried Grabner  | Philipp Schoch      | Urs Eiselin         |
| 19. Februar 2005                                                              | Sapporo          | PSL   | Philipp Schoch     | Siegfried Grabner   | Urs Eiselin         |
| 25. Februar 2005                                                              | Sungwoo Resort   | PSL   | Philipp Schoch     | Richard Rikardsson  | Meinhard Erlacher   |
| 26. Februar 2005                                                              | Sungwoo Resort   | HP 4  | Mathieu Crepel     | Halvor Lunn         | Xaver Hoffmann      |
| 26. Februar 2005                                                              | Sungwoo Resort   | HP    | Mathieu Crepel     | Crispin Lipscomb    | Jan Michaelis       |
| 3. März 2005                                                                  | Lake Placid      | PGS   | Philipp Schoch     | Urs Eiselin         | Siegfried Grabner   |
| 5. März 2005                                                                  | Lake Placid      | HP    | Shaun White        | Mason Aguirre       | Jan Michaelis       |
| 6. März 2005                                                                  | Lake Placid      | SBX   | Xavier Delerue     | Paul-Henri Delerue  | Ueli Kestenholz     |
| 11. März 2005                                                                 | Sierra Nevada    | SBX   | Nate Holland       | Sylvain Duclos      | François Boivin     |
| 12. März 2005                                                                 | Sierra Nevada    | PSL   | Philipp Schoch     | Mathieu Bozzetto    | Simon Schoch        |
| 16. März 2005                                                                 | Tandådalen       | PGS   | Philipp Schoch     | Urs Eiselin         | Daniel Biveson      |
| 17. März 2005                                                                 | Tandådalen       | SBX   | Xavier Delerue     | Jasey-Jay Anderson  | Paul-Henri Delerue  |
| 18. März 2005                                                                 | Tandådalen       | HP    | Gary Zebrowski     | Mathieu Crepel      | Kazuhiro Kokubo     |
| 19. März 2005                                                                 | Tandådalen       | BA    | Jaakko Ruha        | Jukka Erätuli       | Tommy Rapp          |

### Weltcupstände
| Rang | Name              | Punkte |
| ---- | ----------------- | ------ |
| 1    | Philipp Schoch    | 11400  |
| 2    | Urs Eiselin       | 07270  |
| 3    | Siegfried Grabner | 05790  |
| 4    | Heinz Inniger     | 05300  |
| 5    | Simon Schoch      | 05290  |

| Rang | Name               | Punkte |
| ---- | ------------------ | ------ |
| 1    | Xavier de le Rue   | 4020   |
| 2    | Jasey-Jay Anderson | 3576   |
| 3    | Nate Holland       | 2548   |
| 4    | Sylvain Duclos     | 2498   |
| 5    | Mateusz Ligocki    | 2440   |

| Rang | Name             | Punkte |
| ---- | ---------------- | ------ |
| 1    | Mathieu Crepel   | 3540   |
| 2    | Jan Michaelis    | 2320   |
| 3    | Kazuhiro Kokubo  | 2150   |
| 4    | Risto Mattila    | 2060   |
| 5    | Crispin Lipscomb | 1920   |

| Rang | Name          | Punkte |
| ---- | ------------- | ------ |
| 1    | Jukka Erätuli | 3260   |
| 2    | Matevž Petek  | 3150   |
| 3    | Jaakko Ruha   | 2400   |
| 4    | Jonas Carlson | 2190   |
| 5    | Risto Mattila | 2000   |

## Frauen

### Podestplatzierungen
PGS = Parallel-Riesenslalom

PSL = Parallelslalom

SBX = Snowboardcross

HP = Halfpipe
| Datum                                                                         | Austragungsort   | Disz. | Sieger             | Zweiter              | Dritter            |
| ----------------------------------------------------------------------------- | ---------------- | ----- | ------------------ | -------------------- | ------------------ |
| 16. September 2004                                                            | Valle Nevado     | SBX   | Zoe Gillings       | Kathrin Kellenberger | Manuela Riegler    |
| 17. September 2004                                                            | Valle Nevado     | SBX   | Lindsey Jacobellis | Zoe Gillings         | Doresia Krings     |
| 18. September 2004                                                            | Valle Nevado     | HP    | Wettkampf abgesagt | Wettkampf abgesagt   | Wettkampf abgesagt |
| 16. Oktober 2004                                                              | Österreich       | PGS   | Doresia Krings     | Ursula Bruhin        | Julie Pomagalski   |
| 24. Oktober 2004                                                              | Landgraaf        | PSL   | Daniela Meuli      | Ilona Ruotsalainen   | Julie Pomagalski   |
| 29. Oktober 2004                                                              | Saas-Fee         | HP    | Hannah Teter       | Doriane Vidal        | Sōko Yamaoka       |
| 30. Oktober 2004                                                              | Saas-Fee         | SBX   | Doresia Krings     | Carmen Ranigler      | Déborah Anthonioz  |
| 4. Dezember 2004                                                              | Kronplatz        | PGS 1 | Ursula Bruhin      | Daniela Meuli        | Julie Pomagalski   |
| 14. Dezember 2004                                                             | Naßfeld-Hermagor | SBX 2 | Déborah Anthonioz  | Kathrin Kellenberger | Sophie Rodriguez   |
| 15. Dezember 2004                                                             | Naßfeld-Hermagor | SBX   | Dominique Maltais  | Doresia Krings       | Carmen Ranigler    |
| 17. Dezember 2004                                                             | Bad Gastein      | PSL   | Ursula Bruhin      | Daniela Meuli        | Doresia Krings     |
| 7. Januar 2005                                                                | St. Petersburg   | PSL   | Daniela Meuli      | Ursula Bruhin        | Fränzi Kohli       |
| 15. bis 23. Januar 2005 Snowboard-Weltmeisterschaft 2005 in Whistler Mountain |                  |       |                    |                      |                    |
| 1. Februar 2005                                                               | Maribor          | PGS   | Daniela Meuli      | Doris Günther        | Heidi Neururer     |
| 6. Februar 2005                                                               | Winterberg       | PSL   | Daniela Meuli      | Ursula Bruhin        | Claudia Riegler    |
| 9. Februar 2005                                                               | Bardonecchia     | PGS   | Ursula Bruhin      | Marion Posch         | Fränzi Kohli       |
| 10. Februar 2005                                                              | Bardonecchia     | HP 2  | Gretchen Bleiler   | Melo Imai            | Torah Bright       |
| 11. Februar 2005                                                              | Bardonecchia     | HP    | Kelly Clark        | Gretchen Bleiler     | Torah Bright       |
| 18. Februar 2005                                                              | Sapporo          | PGS   | Daniela Meuli      | Michelle Gorgone     | Ursula Bruhin      |
| 19. Februar 2005                                                              | Sapporo          | PSL   | Daniela Meuli      | Doris Günther        | Marion Posch       |
| 25. Februar 2005                                                              | Sungwoo Resort   | PSL   | Daniela Meuli      | Doris Günther        | Doresia Krings     |
| 26. Februar 2005                                                              | Sungwoo Resort   | HP 4  | Manuela Pesko      | Melo Imai            | Mercedes Nicoll    |
| 26. Februar 2005                                                              | Sungwoo Resort   | HP    | Melo Imai          | Sophie Rodriguez     | Mercedes Nicoll    |
| 3. März 2005                                                                  | Lake Placid      | PGS   | Daniela Meuli      | Michelle Gorgone     | Rosey Fletcher     |
| 5. März 2005                                                                  | Lake Placid      | HP    | Sōko Yamaoka       | Mercedes Nicoll      | Melo Imai          |
| 6. März 2005                                                                  | Lake Placid      | SBX   | Lindsey Jacobellis | Erin Simmons         | Doresia Krings     |
| 11. März 2005                                                                 | Sierra Nevada    | SBX   | Tanja Frieden      | Sandra Frei          | Yvonne Müller      |
| 12. März 2005                                                                 | Sierra Nevada    | PSL   | Aprilia Hägglöf    | Heidi Neururer       | Julie Pomagalski   |
| 16. März 2005                                                                 | Tandådalen       | PGS   | Ursula Bruhin      | Fränzi Kohli         | Daniela Meuli      |
| 17. März 2005                                                                 | Tandådalen       | SBX   | Doresia Krings     | Mellie Francon       | Maëlle Ricker      |
| 18. März 2005                                                                 | Tandådalen       | HP    | Melo Imai          | Manuela Pesko        | Anna Olofsson      |

### Weltcupstände
| Rang | Name           | Punkte |
| ---- | -------------- | ------ |
| 1    | Daniela Meuli  | 10650  |
| 2    | Ursula Bruhin  | 08760  |
| 3    | Doris Günther  | 05100  |
| 4    | Fränzi Kohli   | 04440  |
| 5    | Doresia Krings | 04320  |

| Rang | Name               | Punkte |
| ---- | ------------------ | ------ |
| 1    | Doresia Krings     | 4580   |
| 2    | Déborah Anthonioz  | 3490   |
| 3    | Carmen Ranigler    | 3110   |
| 4    | Zoe Gillings       | 3040   |
| 5    | Lindsey Jacobellis | 2820   |

| Rang | Name             | Punkte |
| ---- | ---------------- | ------ |
| 1    | Melo Imai        | 4700   |
| 2    | Manuela Pesko    | 3590   |
| 3    | Sōko Yamaoka     | 3150   |
| 4    | Mercedes Nicoll  | 2970   |
| 5    | Sophie Rodriguez | 2310   |